# Casa de la Vila d'Hostalric
La Casa de la Vila és un edifici al raval d'Hostalric que avui allotja la seu de l'ajuntament d'Hostalric i que antigament fou el Convent de Sant Francesc de Paula de l'orde dels Mínims (1610-1835), i l'escola municipal (1841 - principi de segle xx).
El convent dels mínims fou fundat sota l'auspici del bisbe Arévalo de Zuazo i Roig i Jalpí, membre d'aquest orde, en recull, en un arravatament proselitista, un fet miraculós que s'hauria produït duran la construcció. Hi ha però restes més antigues, una cripta del segle xii recentment recuperada. L'Estat va cedir el convent a l'Ajuntament per mitjà d'una escriptura pública del notari Climent de Rovira amb data del 8 d'octubre del 1841. Fou l'escola del poble fins principi del segle xx. L'any 1924 s'encarregà un projecte per a fer-ne la casa de la vila a l'arquitecte modernista Bonaventura Conill.

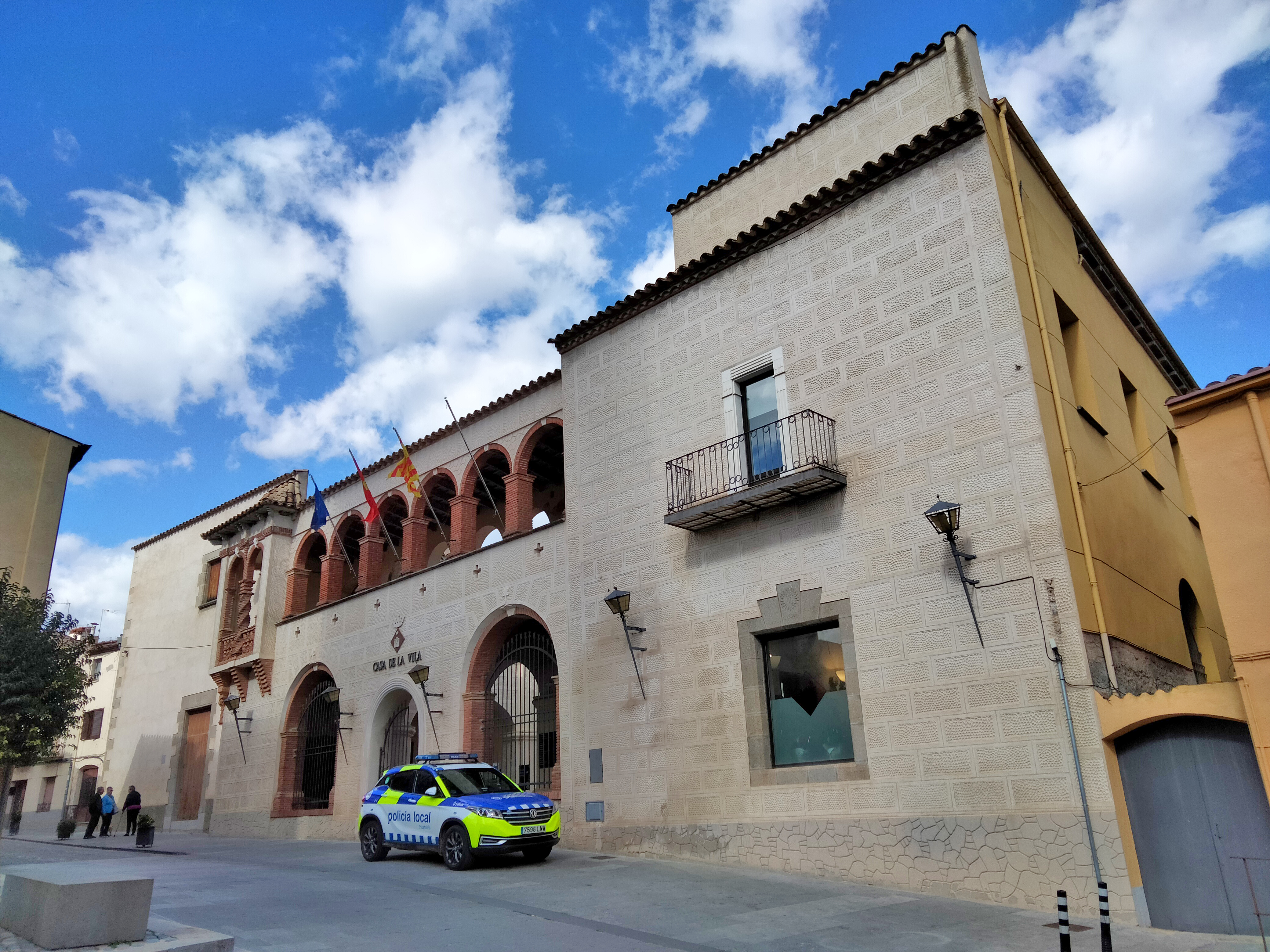
Façana exterior de la Casa de la Vila al 2024 amb tres de les banderes oficials: la d'Hostalric, la de la Unió Europea i la de Catalunya. Destaca l'absència de la bandera d'Espanya

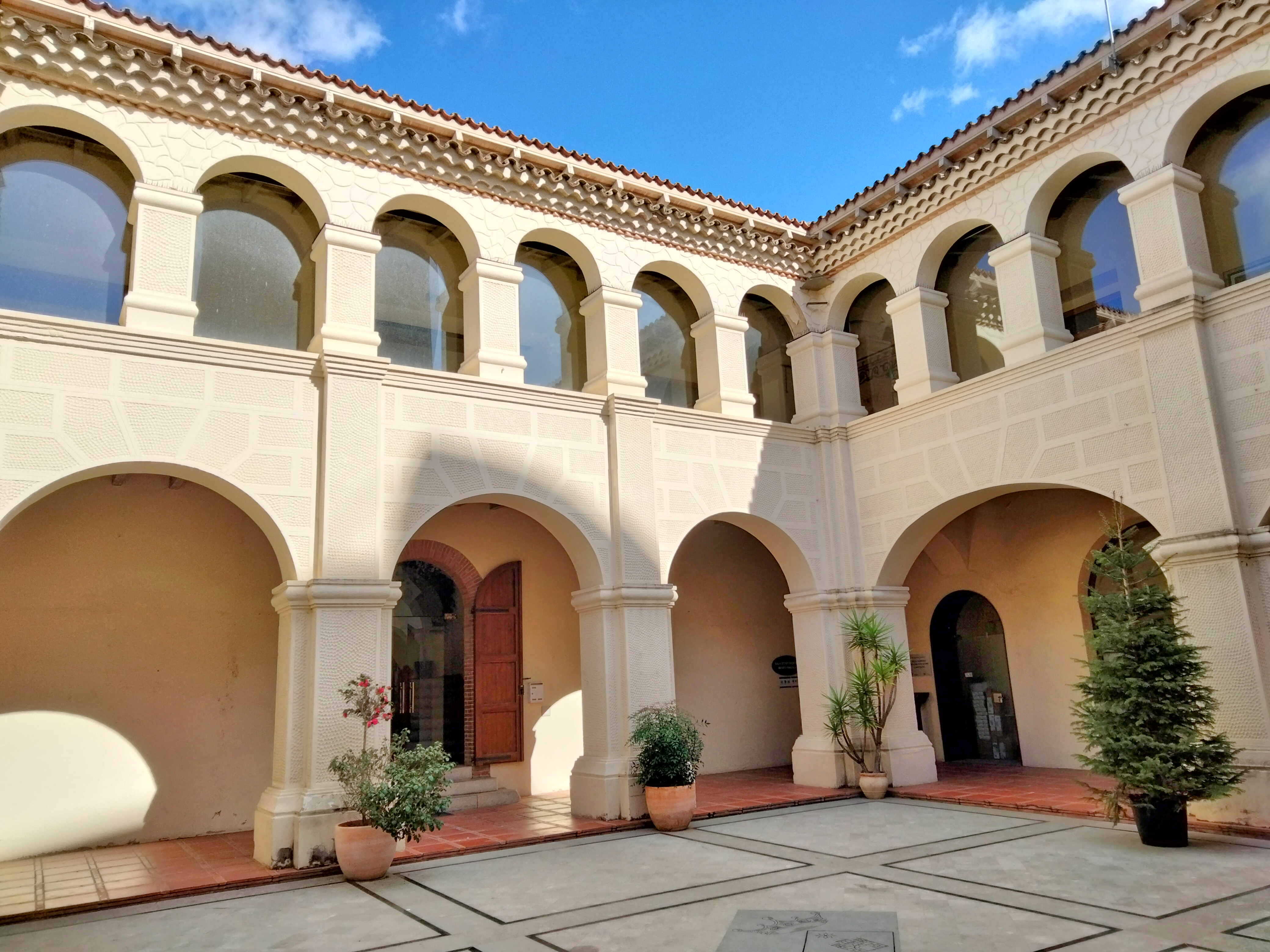
Claustre de l'antic convent

A les dues entrades de l'edifici hi ha esculpit l'escut de l'orde. Hi figura la data de 1648, segurament data en la qual s'acabaren les obres del convent. L'edifici actual, de tres plantes, s'articula al voltant del claustre. La planta superior fou alçada a final dels anys 90 i s'hi han instal·lat algunes dependències municipals. El claustre quadrat, amb arcades de mig punt que es fan més petites a la galeria del primer pis. Al mateix edifici abans hi havia una petita església dedicada a la Mare de Déu de la Pietat, en la qual s'hi planteja construir-hi un cinema. La coberta és en teula àrab. La façana principal que es pot observar actualment, és fruit de la reforma que realitzà Bonaventura Conill que va utilitzar rajols vermells com a ornament. El més destacable n'és la galeria. A la part esquerra de l'edifici, hi ha una petita tribuna (sustentada falsament per unes grans mènsules de rajol) amb una petita balustrada i una columna salomònica de rajol vermell que separa dos arcs de mig punt amb un motiu vegetal, just al mig de l'arc, aquests motius interrompen una cornisa. A sobre, el ràfec amb mènsules i motius vegetals. Tota la façana té com una mena d'encoixinat. Cal esmentar que a l'interior del claustre i recolzada sobre una paret hi ha una làpida inscrita: "HVMANDIS DEFUVNCTIS SACRVMAB ANTI..VOLOCUM TEMPORVMUETO VETVSTATE LABENTE DESVPERTERRAORVI PVRCAT MUNDAT EXORNAT MVRO UE DAEVO CLAVDIT OPERA HVIVS ECGLESIA ANNUSDOM. MDCCLXXXIV".